# Løgstør Bredning
Løgstør Bredning er et lavvandet område i Limfjorden. Det strækker sig vest for Aggersund og Løgstør, ned til Livø i syd, og over til nordspidsen af Mors i vest, og op til Vejlerne i Han Herred i nordvest. Området dækker over 34.000 ha, hovedsagelig fjord, men også lidt strandeng, og er udpeget til både Ramsarområde (1977), EF-fuglebeskyttelsesområde (1994) og EF-habitatområde (1998)
- et beskyttet vådområde af international betydning. Det er en vigtig lokalitet, især for rastende fugle og enkelte ynglefugle.

## Eksterne kilder/henvisisninger
- DOF basen
- Danmarks Miljøportal

|  | Denne artikel om lokaliteten Løgstør Bredning kan blive bedre, hvis der indsættes et (bedre) billede. Du kan hjælpe ved at afsøge Wikimedia Commons for et passende billede eller lægge et op på Wikimedia Commons med en af de tilladte licenser og indsætte det i artiklen. |

56°57′18″N 9°04′39″Ø / 56.9549°N 9.0774°Ø